# Azetidină
Azetidina (denumită și azetan) este un compus heterociclic tetraciclic cu azot cu formula chimică C3H7N. Este omologul superior al aziridinei. Este lichid la temperatura camerei și are miros de amoniac, prezentând un caracter bazic pronunțat. Azetidinele nu sunt frecvente în natură, însă unii derivați, precum beta-lactamele, prezintă o importanță deosebită.